# Dębina (Jastrzębie-Zdrój)
Dębina – przysiółek Jastrzębia-Zdroju. Położona we wschodniej części miasta, niedaleko osiedla Dubielec i KWK Zofiówki. Główną ulicą jest tu ulica Dębina. Przez dzielnicę ma przebiegać Droga Główna Południowa łącząca autostradę A1 z drogą krajową nr 81 Bardzo mała gęstość zaludnienia; jej krajobraz stanowią tereny leśne, pola uprawne, miejskie wysypisko śmieci, hałdy kopalni Pniówek, osadnik wód podziemnych KWK Zofiówka i liczne stawy bezodpływowe powstałe m.in. wskutek zapadania się terenu wskutek szkód górniczych) i wydostawania się wód podziemnych na powierzchnię. Miejsce gniazdowania ptaków związanych ze środowiskiem wodnym i wodno-łąkowym m.in. czajek, perkozów dwuczubych, łysek, sieweczek, łabędzi niemych.